# 藤井秀樹
藤井 秀樹（ふじい ひでき、1934年8月28日 - 2010年5月3日）は、日本の写真家である。本名は秀喜。

## 経歴
1934年、東京に生まれる。1952年に東京都立白鷗高等学校を卒業し、日本大学芸術学部写真学科に入学。秋山庄太郎に師事。1957年、株式会社婦人生活社に入社。1960年、日本デザインセンターの設立とともに入社。
1963年、フリーランス写真家として独立し、1965年にスタジオ・エフを設立。
1977年、スティーリー・ダンの発表した6作目のアルバム『彩（エイジャ）』のジャケットに山口小夜子の写真が起用された。
2002年、学校法人呉学園日本写真芸術専門学校の校長を務める。社団法人日本広告写真家協会会長に就任し、2007年には顧問に就任。
2007年、NPO法人全日本福祉写真協会顧問に就任。
2010年、肝臓がんのため八王子市内の病院で死去、享年75。

## 講師歴
- 1973年、ヨーロッパ・フォトユニオン主催の大会(ウィーン)に講師として招請。西ドイツAWI名誉会員となる。
- 1982年、ハンブルクにおいて自由創作写真デザイナー連盟大会より講師として招請。
- 1983年、学校法人呉学園日本写真芸術専門学校講師。
- 1989年、第27回中華民国第27回国際撮影中国撮影学会審査委員。
- 1990年、イタリアのワークショップ講師。AIPAインド広告写真協会のワークショップ講師。
- 1991年、目黒雅叙園においてフジイグラフィーによる大理石作品ほか恒久展示。
- 1992年、イタリアでのワークショップの講師。
- 1993年、ベルギー・セントルースカレッジに特別講師。
- 2004年、中国撮影家協会より招聘。社団法人 日本華道連盟顧問。
- 2005年、韓国写真家協会より招聘。
- 2006年、中国北京芸術デザイン学園名誉講師として招聘。中国（福建省）華光写真学院より名誉講師として招聘。中国国家美術館中国人像写真展に招聘される
- 2007年、一般社団法人 世界環境写真家協会会員。

## 展覧会
- 1970年、個展「Past」（銀座・ニコンサロン）
- 1974年、個展（ハノーバー・スペクトンギャラリー）
- 1975年、個展（アムステルダム・キヤノンサロン、パリ・フナック）
- 1976年、「ヘルムート・ニュートンとの二人展」（ロンドン・フォトグラファーズギャラリー）
- 1977年
  - 個展（イギリス・ノッティンガム・トロント工芸大学、ミラノ、アントワープ）
  - 個展「51人の女」（東京・大阪）
- 1978年
  - 個展「藤井秀樹一人と作品」（原宿・京セラコンタックスサロン、大阪・三越）
  - 個展（シアトル・バルセロナ）
- 1979年
  - 個展 「The origin of Japanese photograph and Now 今日の日本写真とその起源」（ボローニャ、ミラノ、ブラッセル、ロンドン、ハーグ、パリ）
  - 個展「藤井秀樹の世界 日本の女」（銀座・カネボウシグナス）
- 1980年、個展「藤井秀樹の世界 日本の女」（名古屋）
- 1981年、個展「からだ化粧」（新宿・オリンパスギャラリー）
- 1982年
  - 個展「Karada Kesho」（ハンブルク・オリンパスギャラリー、パリ）
  - 個展「火を見た裸体」（六本木・ギャラリーワイド）
  - 個展「女のかたち」（銀座・富士フォトサロン）
- 1983年
  - 個展「Karada Kesho」（パリ・オリンパスギャラリー、ニューヨーク・アートディレクターズギャラリー）
  - 個展「The Best of HIDEKI FUJII」（ニューヨーク・ニコンハウス）
- 1984年、個展「Karada Kesho」（アムステルダム・ローマ）
- 1985年、個展「L'image de Pastel 彩」（銀座・ナガセフォトサロン）
- 1986年、個展「はないくさ」
- 1987年、個展「彩 藤井秀樹の世界」（台北）
- 1988年
  - 個展「彩 藤井秀樹の世界」（台中・高雄・台南）
  - 個展「アイスランド大地の造形」（新宿・オリンパスギャラリー）
  - 個展「Fグラフィによるフォトエッチング」（東京・コニカフォトギャラリー、大阪・名古屋）
- 1989年
  - 個展「The Best of Hideki Fujii」（ロンドン・ZOOMギャラリー、「Europalia'89」（ベルギー）
  - 個展「四海雲遊 千年和紙によるFグラフィ」（東京・コニカフォトギャラリー）
- 1990年
  - 個展「四海雲遊 千年和紙によるFグラフィ」（大阪・コニカフォトギャラリー、名古屋）
  - 個展「フジイ・グラフィ」（モントリオール）
- 1991年
  - 個展「フジイ・グラフィ」（パリ）
  - 個展「フジイ・グラフィによるFANTASIA」（東京・コニカフォトギャラリー、名古屋、大阪）
- 1992年
  - 個展「藤井秀樹展」「ゆめ」（東京）
  - 個展「ミステリアス・アイスランド」（横浜・シイベル フォトセンター）
  - 個展（小山・ギャラリーA1）
- 1993年
  - 個展「水の精 からだ化粧」（東京・ペンタックスフォーラム、
  - 個展「水の精 からだ化粧」「秀雅」（大阪・ペンタックスフォーラム）
- 1994年
  - 個展「ラレ-城の影 '94ペンタックスカレンダー作品」（東京・ペンタックスフォーラム、大阪）
  - 個展「Yumi」（銀座・コダックフォトサロン）
- 1996年
  - 個展「一花一葉」 （銀座・京セラコンタックスサロン、ドイツ・ライカ本店ギャラリー）
  - 個展「藤井秀樹の世界展 ときをとめて」（名古屋三越・栄本店イベントホール）
- 1997年
  - 個展（神戸・生田神社）
  - 個展「一花一葉」（東京国際フォーラム・エキビシジョンスペース）
- 1999年、個展「藤井秀樹のモノクロの世界展」（銀座・コダックフォトサロン）
- 2000年、個展 作品展（イタリア・ブロシア）
- 2001年
  - 個展「藤井秀樹の世界」（JCIフォトサロン）
  - 個展　写真絵展（プランタン銀座）
- 2002年
  - 個展「愛と友情のアンコール小児病院」（銀座・富士フォトサロン）
  - 個展「藤井秀樹の世界展」（北海道東川町ギャラリー）
- 2003年
  - 個展「孤児たちの肖像」（銀座・富士フォトサロン）
  - 個展「藤井秀樹の世界展」（群馬県庁ホール）
- 2004年
  - 個展「藤井秀樹の世界展」（長野県ギャラリーイマージュ）
  - 「藤井秀樹写真展」（池田市・フォトギャラリーエスポワ）
- 2006年
  - 個展「藤井秀樹作品展」（高知県・いの町紙の博物館）
  - 「親子の肖像」（キヤノンギャラリー）
- 2007年
  - 個展「花と花　百花繚乱」（東京・玉川高島屋）
  - 個展「藤井秀樹写真展」（カンボジアティータイム）
  - 展覧会　ロン・ヴァン・ドンゲンとの「神秘の魅惑」 （東京・エプソンイメージギャラリー）
  - 個展「コラボレーション」（東京・キヤノンギャラリー）
  - 個展「藤井秀樹写真芸術展」（北京・世界芸術館）
- 2008年、個展「百花繚蘭」（東京・玉川高島屋）
- 2009年、個展「百花撩蘭」（東京・ホテルアイビス）
- 2011年
  - 個展「藤井秀樹 モノクロ写真の軌跡」（銀座・コダックフォトサロン）
  - 個展「藤井秀樹世界」（オリンパス東京ギャラリー）
- 2012年、個展「写真家　藤井秀樹展」（スペースJING）
- 2017年、個展「藤井秀樹展」（スペースJING）
- 2017年、個展「甦る華麗なる刻」（リコーイメージングスクエア銀座）

## 受賞歴
- 1952年、サン写真新聞 最優秀報道写真賞
- 1965年、スペイン新聞広告金賞、ADC(Art Directors Club)銀賞、朝日新聞広告賞
- 1973年、カンヌ国際フィルムフェスティバルLION DARGENT賞
- 1978年、APAニューヨーク展にてアメリカ雑誌協会賞
- 1985年、第64回ニューヨーク・アートディレクターズクラブ写真部門銀賞。トリオ・ケンウッド賞。
- 1986年、第21回日本広告写真協会賞金賞
- 2001年、講談社雑誌広告賞「土佐鶴」

## 主な作品所蔵先（順位不同）
- 目黒雅叙園
- 財団法人　日本カメラ財団
- 東京都写真美術館
- 清里フォトアートミュージアム
- 写真の町　北海道上川郡東川町
- 公益財団法人　紙の博物館
- 高知県いの町紙の博物館
- 東京都文京区　印刷博物館
- 埼玉伝統工芸会館
- 静岡県文化財団
- 資生堂企業資料館
- 中国撮影家協会
- 社団法人　日本華道連盟
- キャノンマーケティングジャパン
- 厚木商工会議所
- カンボジアティータイム

## 出版物
- 1970年、『Past』
- 1978年、『藤井秀喜一人と作品』（玄光社）
- 1980年、『八代亜紀写真集』（双葉社）
- 1981年、「HIDEKI FUJII FOTOGRAFO」（イタリアセレゾンイメージ社）
- 1984年、『からだ化粧』 （日本芸術出版社）
- 1985年、『艶・叶　和貴子』 講談社
  - 『MUSES―三巨匠ヌード傑作集 大倉舜二・立木義浩・藤井秀樹』（用美社）
  - 『大塚末子これからのきもの』（用美社）
  - 『速水典子写真集ー花いくさ』（徳間書店）
  - 『Maquillage Due Corps』（光村推古書院）
  - 『デヴィ・スカルノ写真集　秀雅』 （スコラ社）
  - 『劇団四季創立40周年記念公演ハムレット写真集―ハムレット』 （スコラ社）
- 1994年、『Double Fantasy of Ivory Yuma―藤井秀樹 女優 写真集』（竹書房）
- 1996年
  - 『Memories of Masako―夏目雅子写真集』（コスミックインターナショナル）
  - 『フラッシュバック―夏目雅子写真集』（アイネットワーク）
- 2002年、『救いと微笑み～愛と友情のアンコール小児病院』
  - 『藤井秀樹写真集』（ART社）
  - 『百花繚蘭』（角川書店）
  - 『カンボジアと子供達の戦後』 （丹精社）
  - 『森羅 からだ化粧』（美術出版社）

## 出版物所蔵先（抜粋）
- イタリアフィレンツェ国立中央図書館
- フランス国立図書館
- ドイツ国立図書館
- 中国国立図書館
- 大韓民国国立図書館
- 国立国会図書館
- 神奈川県立近代美術館図書室
- 財団法人　日本カメラ財団
- 愛知県芸術文化センター
- 京都造形大学図書館
- 日本写真芸術専門学校図書室
- 日本大学芸術学部図書館
- 東京工芸大学図書室
- 東京都写真美術館図書室
- 東京国立近代美術館
- 厚木市立図書館
- 福島県飯舘村図書館
- 東京都立白鷗高等学校・付属中学校図書室
- 在カンボジア王国名誉領事館

## メディア出演
- 1975年、『ZOOM』誌29号で藤井秀樹特集掲載。
- 2003年、徹子の部屋出演。